# Le cave se rebiffe
Série Max le Menteur
Touchez pas au grisbi
(1954) Les Tontons flingueurs
(1963)
Pour plus de détails, voir Fiche technique et Distribution.
Le cave se rebiffe est une comédie franco-italienne réalisée par Gilles Grangier, avec des dialogues de Michel Audiard, sorti en 1961. Le scénario s'inspire du roman du même nom d'Albert Simonin, adaptation homonyme du deuxième volet de la trilogie de Max le Menteur. Alors que Touchez pas au grisbi sorti en 1954 est l'adaptation fidèle du roman noir écrit en argot par Simonin, au contraire tout comme Les Tontons flingueurs, le film Le cave se rebiffe est traité sous l'angle d'une comédie. Ces trois longs-métrages sont des adaptations indépendantes et ne présentent pas le même caractère de trilogie des romans.

## Synopsis
Charles Lepicard (Bernard Blier), tenancier de maison close ruiné par une nouvelle législation, Lucas Malvoisin (Antoine Balpêtré), notaire blanchisseur d'argent ainsi qu'Éric Masson (Franck Villard), jeune truand prétentieux, endetté auprès des deux premiers, décident de se lancer en trio dans la « fausse mornifle », le « faux talbin », la fausse monnaie. Éric le « grand con », estime l'opération facile, car il est l'amant de la femme d'un graveur hors pair, Robert Mideau (Maurice Biraud). Il est considéré comme un « « cave » » dans le langage des truands, soit un être ordinaire, crédule et ignorant des pratiques et des codes du Milieu. Les trois associés prennent la décision de faire appel à un expert du domaine, Ferdinand Maréchal (Jean Gabin), alias « le Dabe », retiré au Venezuela. Charles s'envole pour le convaincre de se joindre à l'affaire. Après avoir hésité, le Dabe accepte d'organiser l'affaire et revient à Paris, où il n'a pas mis les pieds depuis quinze ans, toujours fiché par la police, laquelle le prend en filature. Mais le Dabe ne tarde pas à s'en débarrasser. Maréchal prend l'affaire en main avec une rigueur professionnelle et ne néglige aucun détail. Il impose son autorité et ses conditions financières, irritant ses trois associés. Il s'efforce à supporter leur bêtise, leur maladresse et leur vanité. Inversement, il apprécie de plus en plus le technicien Robert Mideau, avec lequel il se lie d'amitié et le met dans la confidence. Les trois associés tentent en vain de rouler le Dabe, surtout lors de la commande de papier monnaie passée auprès de sa vieille amie Pauline (Françoise Rosay). Alors que tout est prêt à être lancé, « le Dabe » retarde l'opération d'une journée pour éviter d'éveiller les soupçons, le lendemain étant un dimanche. Le jour du seigneur, Charles reçoit la visite de la brigade des mœurs le soupçonnant à tort d'avoir rouvert sa maison close. Maréchal doit se loger ailleurs. Le lendemain, Robert lance l'impression. En fin de journée, « le Dabe » et les trois associés viennent chercher la « fausse mornifle » fraîchement imprimée. Ils découvrent que Robert est parti avec la fausse monnaie, non sans avoir largué sa femme. Remonté par cette entourloupe, « le Dabe » quitte ses associés ruinés en toute hâte et repart en Amérique du Sud. Dans l'avion, il est accompagné par son ami Robert le « cave » ; désormais riches, ils bénéficient de cette belle opération. À la fin du film, les « auteurs » Albert Simonin, Gilles Grangier et Michel Audiard informent ironiquement le spectateur que tous les protagonistes de cette histoire sont arrêtés la semaine suivante et condamnés à de la prison. La note se termine par une citation mal orthographiée et faussement attribuée à Jean de La Fontaine : « « Bien mal acquis ne profite jamais » ».

Principaux rôles
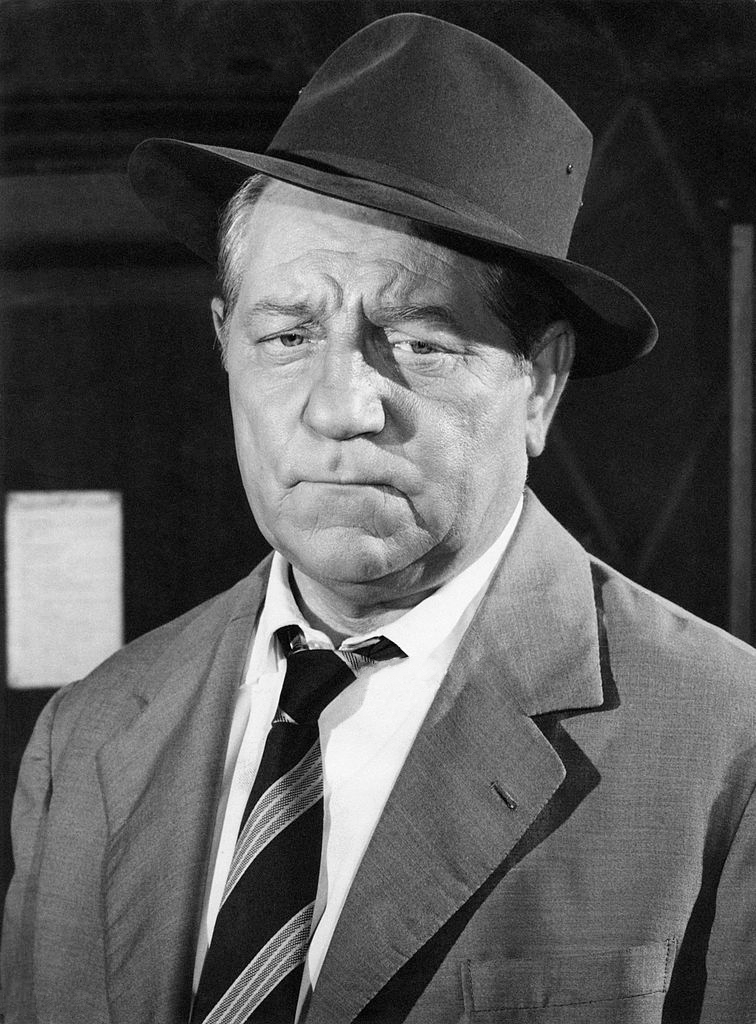
Jean Gabin (Ferdinand Maréchal)
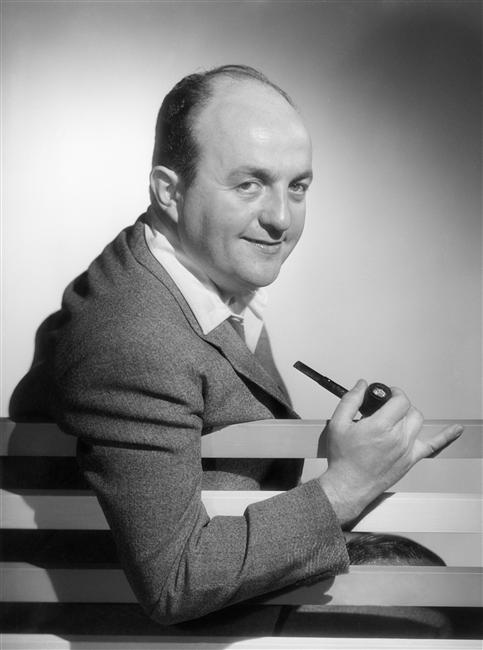
Bernard Blier (Charles Lepicard)
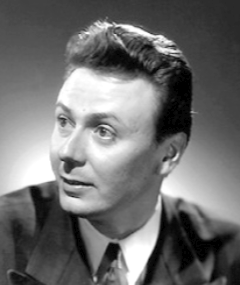
Maurice Biraud (Robert Mideau)
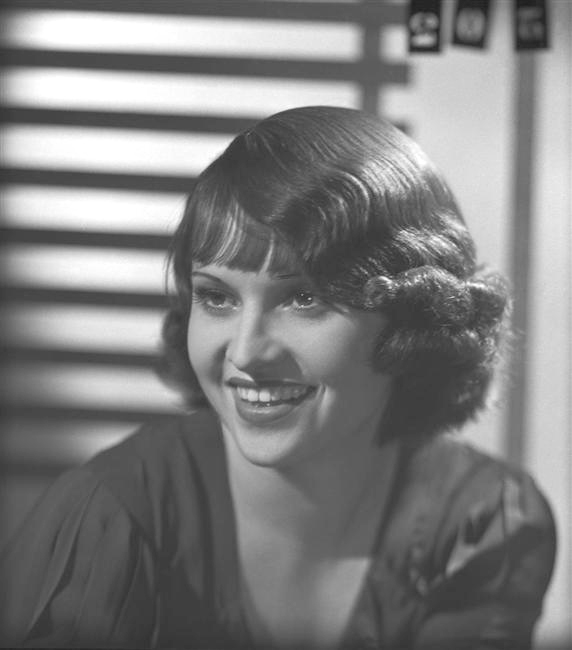
Ginette Leclerc (Léa Lepicard)
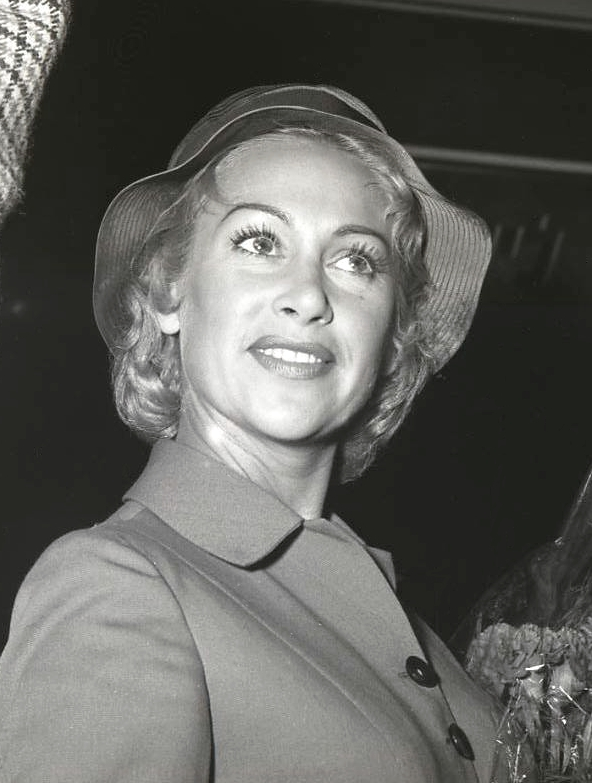
Martine Carol (Solange Mideau)
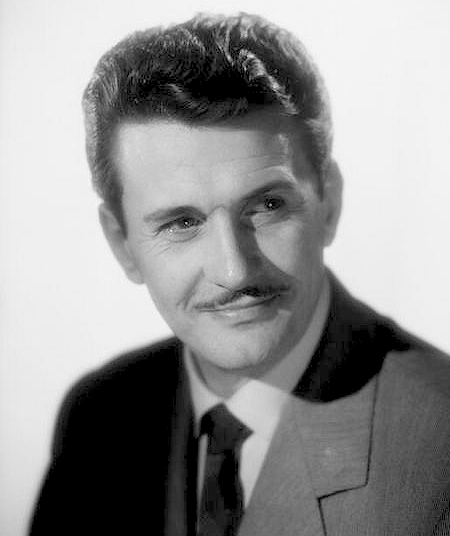
Franck Villard (Éric Masson)
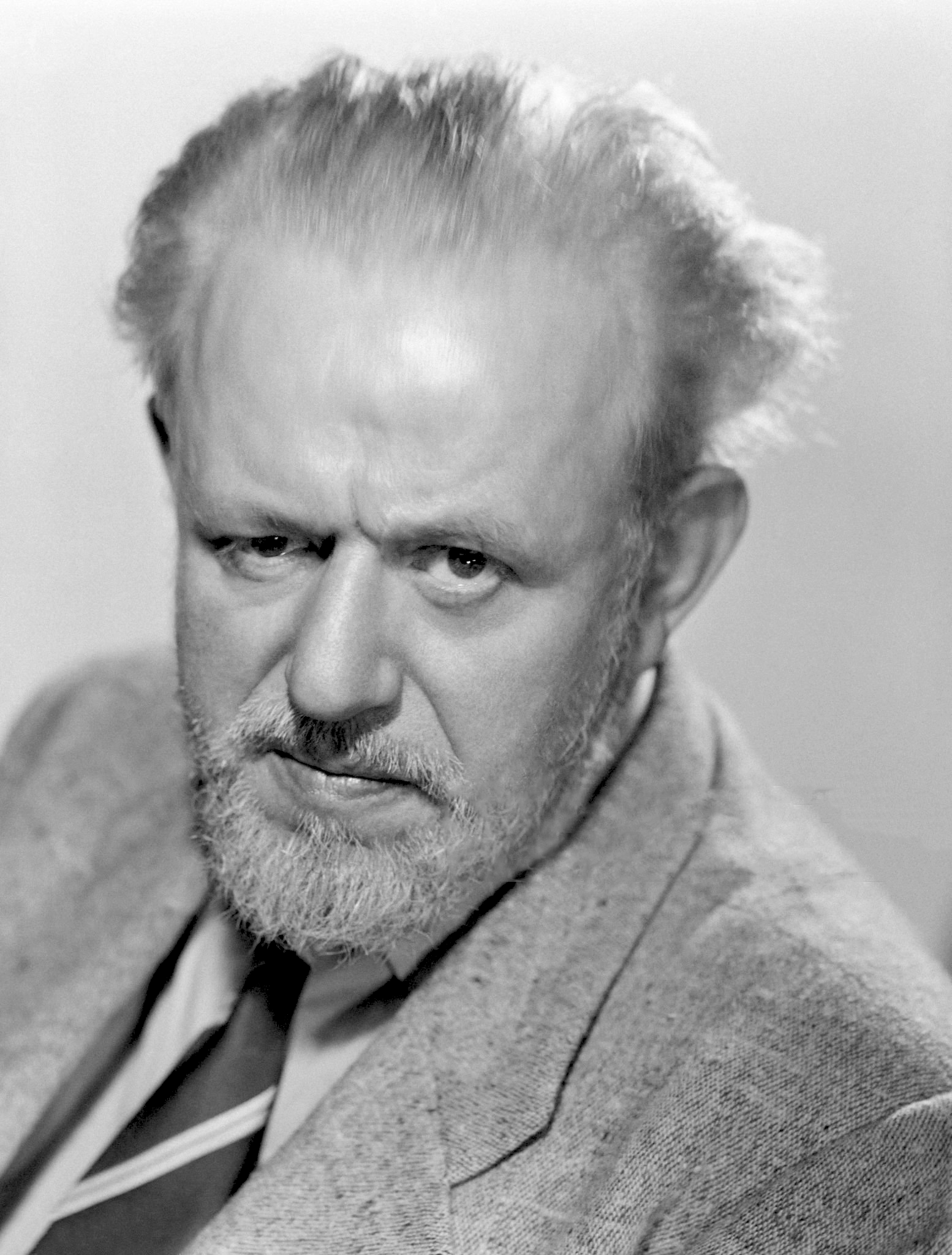
Antoine Balpêtré (Lucas Malvoisin)
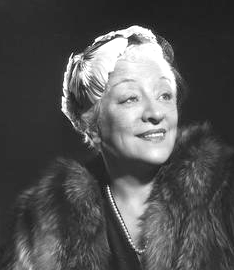
Françoise Rosay (Madame Pauline)
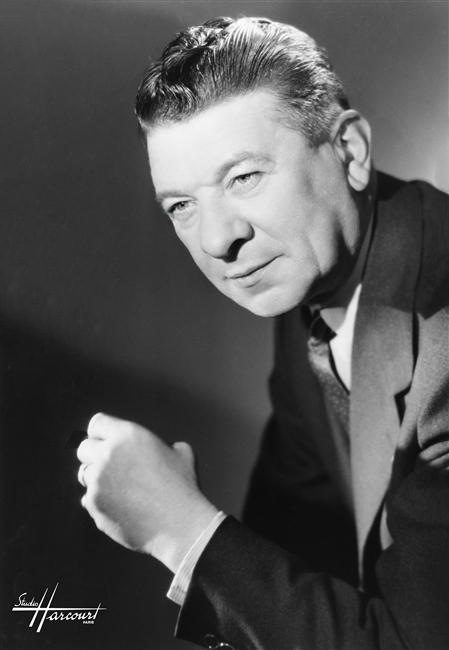
Robert Dalban (inspecteur Maffeux)
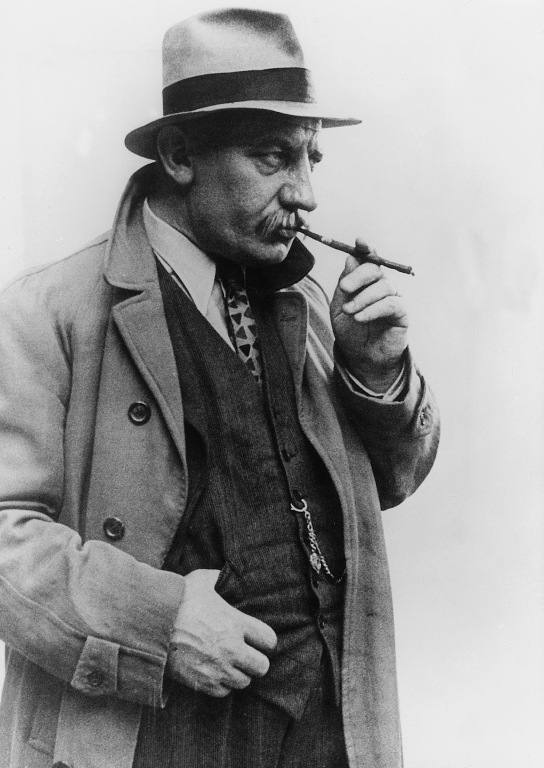
Heinrich Gretler (Tauchmann)

## Fiche technique
- Titre original français : Le cave se rebiffe
- Titre italien : Il re dei falsari
- Réalisation : Gilles Grangier
- Scénario : D'après le roman Le cave se rebiffe d'Albert Simonin[2]
- Adaptation : Albert Simonin, Gilles Grangier, Michel Audiard
- Dialogues : Michel Audiard
- Assistants réalisateurs : Paul Feyder, Serge Piollet
- Image : Louis Page, Marc Champion, Raymond Menvielle, René Chabal
- Son : Jean Rieul, Gabriel Salagnac, Marcel Corvaisier
- Décors : Jacques Colombier, Olivier Girard, James Allan, Jacques Paris
- Montage : Jacqueline Thiédot, Colette Charbonneau
- Musique : Francis Lemarque, Michel Legrand
- Régisseur : Georges Testard, Jean Chaplain. Ensemblier : Albert Volper
- Scripte : Martine Guillou
- Photographe de plateau : Marcel Dole. Générique : Jean Fouche
- Maquillage : Yvonne Gasperina. Coiffures : Carita
- Directeur de production : Jacques Juranville. Producteur délégué : Jacques Bar
- Production : Cité Films (Paris)[3], Compagnia Cinematografica Mondiale (Rome)
- Distribution : U.F.A-Cormacico ( France et  Allemagne de l'Ouest)[4], puis C.F.D.C[5]. (France) et MGM ( États-Unis et  Italie)
- Pays d'origine :  France et  Italie
- Langue : français, avec quelques séquences en espagnol
- Format : Noir et blanc - 35 mm - 1,66:1
- Son : Monophonique, Le Poste parisien, Western Electric Recording system
- Genre : Comédie et film de gangsters
- Durée : 98 minutes
- Date de sortie : 
  - France : 27 septembre 1961
  - Italie : 28 mars 1962
- Visa de contrôle cinématographique No 24.462
- Box-office France : 2 812 814 d'entrées[6]

## Distribution
| - Jean Gabin : Ferdinand Maréchal, dit le « Dabe » - Bernard Blier : Charles Lepicard - Maurice Biraud : Robert Mideau, appelé le « Cave » - Ginette Leclerc : Léa Lepicard - Martine Carol : Solange Mideau - Franck Villard : Éric Masson - Antoine Balpétré : Lucas Malvoisin - Françoise Rosay : Mme Pauline - Gérard Buhr : inspecteur Martin - Robert Dalban : inspecteur Maffeux - Albert Dinan : commissaire Rémy - Heinrich Gretler : M. Tauchmann (VF : Howard Vernon) - Charles Bouillaud : un graveur - Hélène Dieudonné : la femme du concierge - Clara Gansard : Georgette - René Hell : le vieux garagiste du Paradis de l'Occasion - Albert Michel : le facteur - Marcel Charvey : le médecin | - Paul Faivre : Mathias, concierge - Gabriel Gobin : l'entraîneur hippique à Vincennes - Lisa Jouvet : une infirmière - Antonio Ramirez : l'entraîneur hippique à Caracas - Jacques Marin : inspecteur Larpin des mœurs (non crédité) - Pierre Collet : le chauffeur de taxi (non crédité) - Jean Moulart : le patron de l'imprimerie (non crédité) - Max Doria : un douanier (non crédité) - Claude Ivry : Lucienne, employée de Mme Pauline (non créditée) - Claude Achard : une serveuse à Caracas (non créditée) - Marcel Bernier : un chauffeur de police (non crédité) - Roger Lecuyer : un homme sur le bateau-mouche (non crédité) - Philippe March : le douanier vérifiant les devises à la fin du film (non crédité) - Pierre Vaudier : un serveur du bateau-mouche (non crédité) - Roland Malet : le vestiaire du bateau-mouche et un passager dans l'avion (non crédité) - André Auguet : un consommateur du bateau-mouche (non crédité) |

## Production

### Préproduction
- Deuxième collaboration entre Martine Carol et Gilles Grangier.
- Nouvelle collaboration entre Jean Gabin et Gilles Grangier, un an après Les Vieux de la vieille.

### Bande originale
Le trompettiste Marcel Lagorce interprète un des titres de la bande originale du film. Cette séquence instrumentale aux airs aériens, composée par Francis Lemarque et Michel Legrand (éditions Mondialmusic), est intitulée Cavatine et dure un peu moins de deux minutes, quand Jean Gabin se rend sur l'hippodrome de Vincennes pour faire un tour de piste en sulky.

### Lieux de tournage
- Paris[10] :
  - 1er : rue de Rivoli ;
  - 4e : cathédrale Notre-Dame, 6 parvis - place Jean-Paul II, île de la Cité ;
  - 7e : place Vauban, à l'angle de l'avenue de Breteuil et de l'avenue de Ségur, avenue de Tourville ;
  - 8e : Jean Gabin descend à l'hôtel Napoléon, avenue de Friedland, comme dans Razzia sur la chnouf de Henri Decoin ;
  - 11e : Le Balajo - 9 rue de Lappe ;
  - 12e : hippodrome de Vincennes[11] ;
  - 16e : 3 rue du Conseiller-Collignon (maison des Lepicard), rue Verdi ; statue du Maréchal Foch sur la place du Trocadéro ;
  - 20e : L'imprimerie des faux-monnayeurs est au 57, rue du Volga. L'appartement du graveur est au 1er étage du 83, rue des Grands-Champs. La boutique de Mme Pauline (Françoise Rosay) est à l'angle de la rue Saint-Blaise et de la rue Galleron, on aperçoit l'église Saint-Germain-de-Charonne au fond de la rue lorsque la vendeuse sort de la boutique ou quand « le Dabe » y arrive (c'est également l'église de la scène finale des Tontons flingueurs[11]) ;
  - la Seine et ses quais.

- Val-de-Marne :
  - aéroport de Paris-Orly ;
  - Joinville-le-Pont, quai d'Anjou ;
  - Franstudio (studios de Saint-Maurice) - scènes d'intérieur du lupanar. L'adresse, 14 rue Verdoux, censée être celle de l'ancien bobinard occupé par Charles Lepicard (Bernard Blier), est purement imaginaire, cette voie n'existant pas à Paris. Lorsque Bernard Blier fait visiter ses « 17 chambres d'amis », celles-ci font par leur extravagances directement référence à celles du Chabanais : la chambre des glaces, le palais oriental, la baignoire à champagne en cuivre rouge. L'intéressé regrette d'ailleurs le bon vieux temps où il tenait l'établissement de la rue du Chanabais.

- En régions :
  - la scène de la rencontre entre Jean Gabin et Bernard Blier, censée se dérouler en Amérique du Sud[12], fut en réalité tournée à l'hippodrome d'Hyères (Var) et sur la route désertique de l'Ayguade-Ceinturon vers le port de Hyères, Gabin n'ayant aucune envie de se déplacer à l'étranger ;
  - les autres scènes hippiques furent tournées à Vincennes et en Normandie. Habitant à Deauville, il fut plus que ravi de cette décision[13].

## Références dans le film

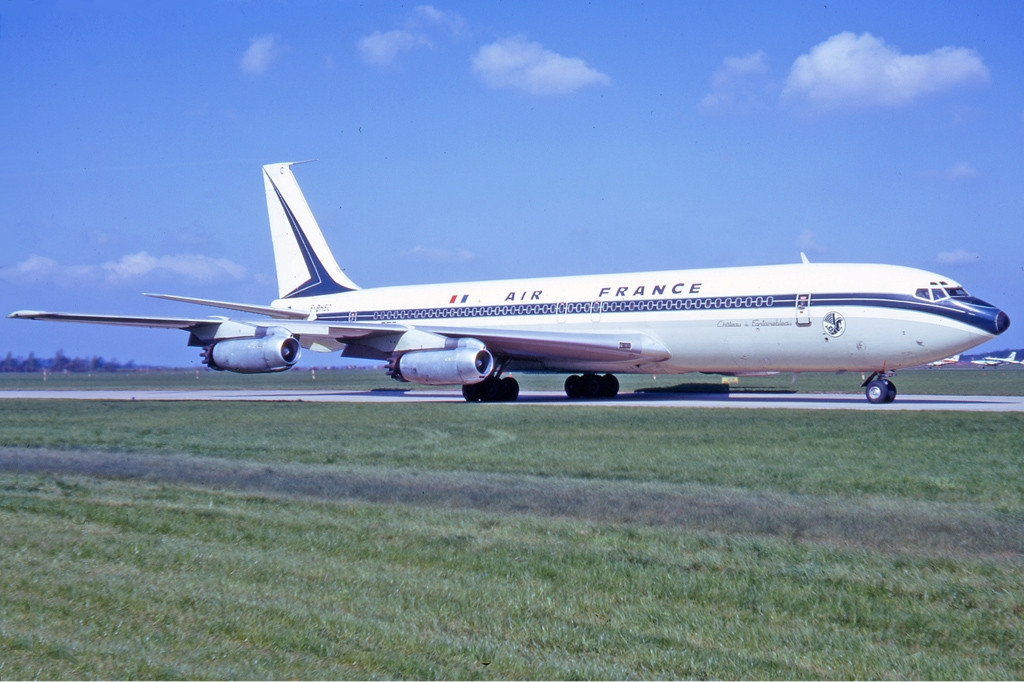
Boeing 707 Air France.